# Mauressargues
Mauressargues is een gemeente in het Franse departement Gard (regio Occitanie) en telt 122 inwoners (2004). De plaats maakt deel uit van het arrondissement Alès.

## Geografie
De oppervlakte van Mauressargues bedraagt 5,9 km², de bevolkingsdichtheid is 20,7 inwoners per km².
De onderstaande kaart toont de ligging van Mauressargues met de belangrijkste infrastructuur en aangrenzende gemeenten.

## Demografie
Onderstaande figuur toont het verloop van het inwonertal (bron: INSEE-tellingen).